# Juander Santos
Juander Santos (né le 7 mai 1995 à Bayaguana) est un athlète dominicain spécialiste du 400 mètres haies.

## Biographie
Son frère Luguelín Santos est un athlète spécialiste du 400 m avec lequel il a participé à toutes leurs grandes compétitions depuis 2014 au sein du relais 4 x 400 m.
Lors des Universiades de 2017, tandis que son frère remporte le 400 m, il devient champion du monde universitaire à Taipei. Ensemble comme en 2015 à Gwangju, mais cette fois-ci avec les frères Charles, ils sont également sacrés sur le relais 4 x 400 m.
En 2018, lors des Jeux d'Amérique centrale et des Caraïbes de Barranquilla, Santos décroche la médaille de bronze sur 400 m haies en 48 s 77, son meilleur temps de la saison et la médaille d'argent sur le relais 4 x 400 m en 3 min 03 s 92.

## Palmarès
| Date | Compétition                              | Lieu           | Résultat | Épreuve     | Temps         |
| ---- | ---------------------------------------- | -------------- | -------- | ----------- | ------------- |
| 2014 | Championnats ibéro-américains            | São Paulo      | 6e       | 400 m       | 48 s 06       |
| 2014 | Championnats ibéro-américains            | São Paulo      | 1er      | 4 × 400 m   | 3 min 2 s 73  |
| 2014 | Jeux d'Amérique centrale et des Caraïbes | Veracruz       | 4e       | 400 m       | 45 s 93       |
| 2014 | Jeux d'Amérique centrale et des Caraïbes | Veracruz       | 4e       | 4 × 400 m   | 3 min 2 s 86  |
| 2015 | Universiade                              | Gwangju        | 7e       | 400 m haies | 50 s 34       |
| 2015 | Universiade                              | Gwangju        | 1er      | 4 x 400 m   | 3 min 5 s 05  |
| 2015 | Championnats NACAC                       | San José       | 8e       | 400 m haies | 50 s 79       |
| 2016 | Championnats NACAC espoirs               | San Salvador   | 3e       | 400 m haies | 50 s 02       |
| 2016 | Championnats ibéro-américains            | Rio de Janeiro | 5e       | 400 m haies | 49 s 73       |
| 2017 | Championnats du monde                    | Londres        | 6e       | 400 m haies | 49 s 04       |
| 2017 | Universiade                              | Taipei         | 1er      | 400 m haies | 48 s 65       |
| 2017 | Universiade                              | Taipei         | 1er      | 4 x 400 m   | 3 min 4 s 34  |
| 2018 | Jeux d'Amérique centrale et des Caraïbes | Barranquilla   | 3e       | 400 m haies | 48 s 77       |
| 2018 | Jeux d'Amérique centrale et des Caraïbes | Barranquilla   | 2e       | 4 x 400 m   | 3 min 3 s 92  |
| 2019 | Jeux panaméricains                       | Lima           | 8e       | 400 m haies | 2 min 9 s 37  |
| 2022 | Championnats ibéro-américains            | La Nucia       | 2e       | 400 m haies | 49 s 74       |
| 2023 | Jeux d'Amérique centrale et des Caraïbes | San Salvador   | 3e       | 400 m haies | 49 s 61       |
| 2023 | Jeux d'Amérique centrale et des Caraïbes | San Salvador   | 3e       | 4 x 400 m   | 3 min 02 s 19 |

## Records
| Épreuve     | Performance | Lieu    | Date        |
| ----------- | ----------- | ------- | ----------- |
| 400 m haies | 48 s 59     | Londres | 7 août 2017 |